# Бистра Винарова
Бистра Винарова Вербанова, у шлюбі Радєва (болг. Бистра Върбанова Винарова; 6 листопада 1890, Софія — 15 квітня 1977, Софія) — перша болгарська художниця-експресіоністка.

## Біографія
Бистра Винарова народилася 6 листопада 1890 в Софії, в сім'ї Ельзи Винарової та генерала Вербана Винарова. Спочатку вивчала живопис у відомої художниці Єлисавети Корсулової-Вазової. В 1906 році сім'я Винарових переїжджає жити до Відня. Після смерті батька в 1908 році Бистра переїжджає в Німеччину, де вивчає живопис під керівництвом професора Ф. Дорша в Дрездені в 1911–1916 роках та при професорі Гансові Гофманові в 1916–1918 роках. Бистра Винарова швидко ввійшла в коло європейського авангарду та стала однією з художників-експресіоністів Червоного кола, як-от Отто Дікс, Оскар Кокошка та болгарські художники Бенчо Обрешков, Жорж Папазов та інші.
Бистра Винарова викладала для жінок графіку у Віденській художній академії в 1920-х. В 1923 році вона одружилася з Симеоном Радєвим. Тому ж року з великим успіхом провела у Відні персональну виставку. Рецензію на її роботи пише Нікос Казандзакіс, який вихваляє її талант. Через дипломатичну кар'єру чоловіка в період з 1925 по 1940 рік Бистра та Симеон живуть в Туреччині, Франції, Великій Британії, Швейцарії, Бельгії, США.
1917 року Бистра Винарова взяла участь у колективній виставці в Мюнхені, а згодом в 1922 — у Львові (Лемберг), а в 1923 — у Відні. З 1923 року входила Спілки болгарських художників, але через політичні причини кілька разів призупиняла, а потім знову поновлювала членство. Вона була відома не тільки своїм живописом, але і графікою. Високохудожнє виконання робіт є характерним для творів Винарової.
Бистра Винарова була нагороджена Орденом святих Кирила та Мефодія І та ІІ ступеня в 1963 та 1970 роках, а в 1975 удостоєна ордена «Червоного трудового прапору».
Бистра Винарова померла 15 квітня 1977 року в Софії. Письменник та журналіст Троян Радєв (1929–2010) — її син.

## Вшанування пам'яті
Влітку 2013 (23 липня — 30 вересня) Національному художньому музеї Болгарії державна агенція «Архіви» під патронатом Міністерства культури Болгарії організувала першу повну виставку робіт болгарської художниці під назвою «Багатство болгарських архівів. Мистецтво Бистри Винарової (1890–1977)».